# Las Navas de la Concepción
Las Navas de la Concepción – gmina w Hiszpanii, w prowincji Sewilla, w Andaluzji, o powierzchni 63,35 km². W 2011 roku gmina liczyła 1721 mieszkańców. Mały i stary Ermitaż poświęcony Dziewicy Betlejemskiej wciąż stoi, gdzie pielgrzymka ku czci tej Dziewicy trwała do końca XIX wieku.